# Patrick J. Fuchs

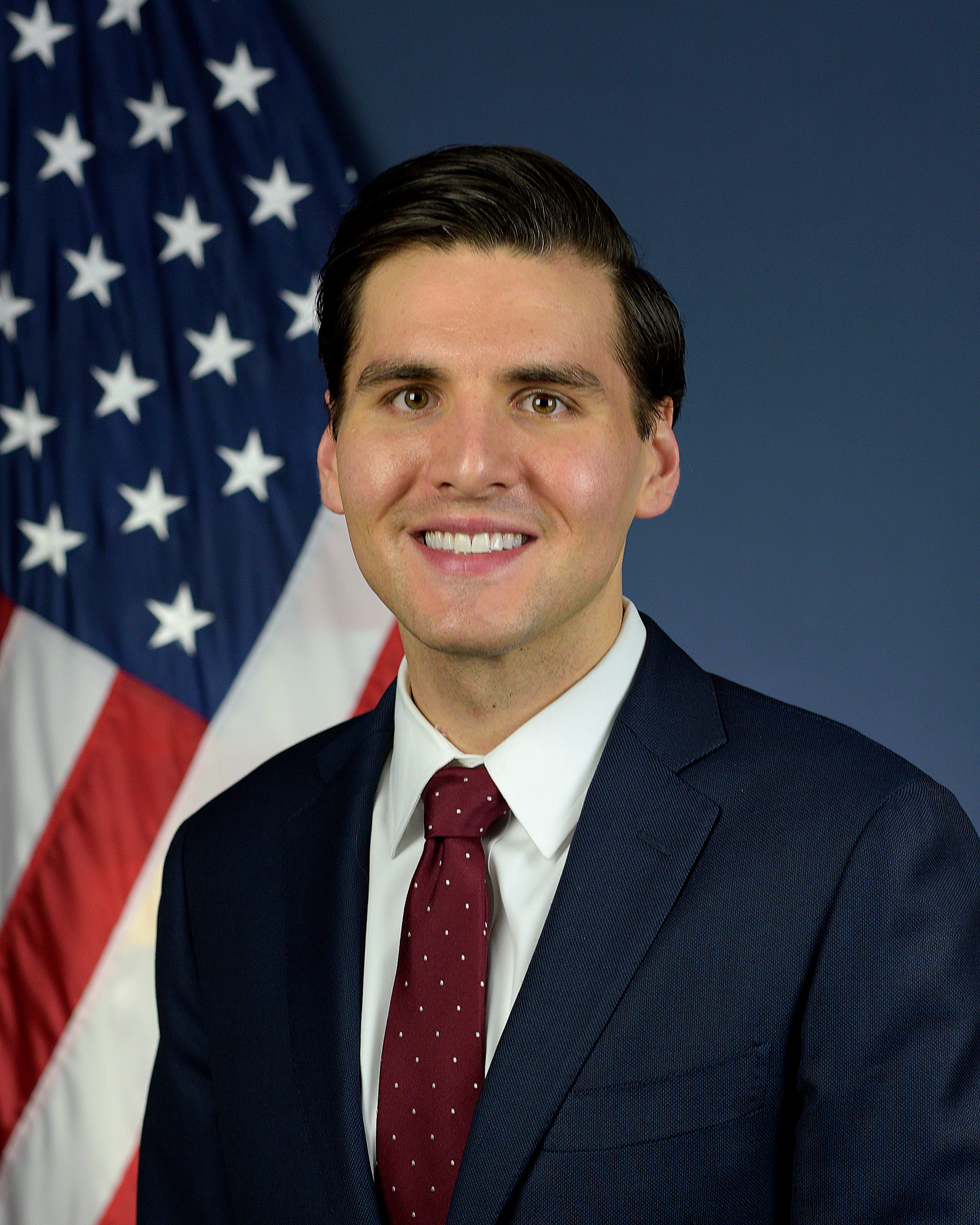
Patrick J. Fuchs

Patrick John Fuchs (geboren am 3. Februar 1988 in Milwaukee, Wisconsin) ist ein Mitglied der amerikanischen Regulierungsbehörde Surface Transportation Board.

## Leben
Patrick J. Fuchs studierte an der University of Wisconsin. Er erlangte einen Bachelor in Betriebswirtschaft und Politikwissenschaften. Seinen Master legte er 2011 ebenfalls an dieser Universität im Bereich „Öffentliche Ordnung und Verwaltung“ (public policy analysis and management) mit der Spezialisierung „Öffentlicher Verkehr“ ab. Durch ein Studentenaustauschprogramm studierte er an der Universität von Singapur.
Von Mai 2009 bis August 2009 arbeitete er in der Stadtverwaltung Middleton (Wisconsin). Danach war er bis zum Juni 2011 Forschungsassistent im National Center for Freight and Infrastructure Research and Education. Daneben arbeitete er von Mai 2010 bis August 2010 im Rechnungshof der Vereinigten Staaten.
Vom Juni 2011 bis zum Januar 2015 war er Analyst im Office of Management and Budget. Während dieser Zeit arbeitete er 2013 im Rahmen eines Trainingsprogrammes für fünf Monate in der amerikanischen Botschaft in Den Haag.
Im Januar 2015 wechselte er in den Beraterstab des vom Republikaner John Thune geleiteten Senats-Ausschusses für Handel, Wissenschaft und Verkehr. Im Rahmen dieser Tätigkeit wirkte er an der Vorbereitung wichtiger Gesetzesänderungen im Verkehrsbereich mit, u. a. zum Gesetz zur Änderung des Surface Transportation Boards 2015 sowie des Fixing America’s Surface Transportation (FAST) Act.
Am 2. März 2018 wurde er von Präsident Donald Trump für einen der 2015 neu geschaffenen Sitze im Surface Transportation Board vorgeschlagen. Am 2. Januar 2019 wurde er gemeinsam mit dem demokratischen Kandidaten Martin J. Oberman bestätigt. Seine Amtszeit geht bis zum 17. Januar 2024. Am 25. Januar 2024 wurde er dem Senat für eine weitere Amtszeit bis zum 14. Januar 2029 zur Bestätigung vorgeschlagen. Die Bestätigung erfolgte am 14. Mai 2024.
Am 20. Januar 2025 wurde er zum Leiter des Surface Transportation Board ernannt.